# Michael Clark (astronome)
Pour les articles homonymes, voir Michael Clark et Clark.
Michael Clark, né en 1942 en Grande-Bretagne, est un astronome néo-zélandais.

## Biographie
Michael Clark a été employé puis retraité de l'observatoire astronomique du Mount John de l'Université de Canterbury (Christchurch, Nouvelle-Zélande,), où il a travaillé de 1971 à 2006.
À l'observatoire astronomique du Mount John, situé près du lac Tekapo dans la région d'Aoraki/Mount Cook, Clark a principalement étudié les étoiles variables en utilisant les programmes photométriques et les spectres stellaires, et participant à leur découverte et à leur suivi au fil de sa carrière,. Il a notamment travaillé sur les binaires à éclipses et les Céphéides, sur les quasars, les naines blanches pulsantes, les étoiles éruptives,.
En juin 1973, il découvre la comète périodique 71P/Clark ; en janvier 1984, il annonce la découverte d'un second objet cométaire, qui reçut le nom 1984b, mais qui plus tard ne fut pas confirmé.